# シングルオリジンコーヒー
シングルオリジンコーヒーまたはシングルオリジン（英語: Single-origin coffee）は、特定の地域・原産地のみで栽培されたコーヒーである。
複数の原産地のコーヒーをブレンドしたものと比べて、独特の特徴や味を持つものがおおく、コーヒーショップでは、販売する際、生産者や原産地を強調することにより、そのコーヒーに象徴的な価値を与えることができる。主にスペシャルティコーヒーの消費者は、シングルオリジンコーヒーの透明性に惹かれることが多い。
コーヒーのラベル表示について、世界共通のルールや管理機関はない。しかし、ブラジルのように、コーヒー市場を規制する政府機関がある国も存在する。
コーヒーの原産地を正確に特定することは困難だが、ゲノム研究により、コーヒーの木のDNAを特定することが可能であることがわかっている。この技術を使えば、焙煎されていないコーヒーを購入した消費者が、シングルオリジンコーヒーであることを確認し、それにより、コーヒーの透明性とトレーサビリティーが向上する可能性がある。

## 概要
シングルオリジンコーヒーは、単一の農園で栽培されたものや、同じ国の複数の農園で栽培されたもの、あるいはその国で栽培されたコーヒーをブレンドしたもの、それに加え、ブラジル、コロンビア、ベトナムなど、さまざまな種類の豆を生産している国全体を指すことがある。
シングルオリジンコーヒーの中でも特定の種類を、下記のように別の呼び方で呼ぶこともある。
エステートコーヒーまたはシングルエステートコーヒーは、シングルオリジンコーヒーの一種であり、数エーカーから数平方マイルもの広さを持つ大規模な農園で栽培されている。コロンビア、ブラジル、コスタリカ、メキシコなど、中南米には多くの農園があるため多く栽培されている。フィリピンでは、スターバックスが大部分のコーヒー農園を所有しており、多くの小規模農園をまとめて一つの巨大な協同農園を形成している。
マイクロロットやスモールロットは、農園内の1つの畑、狭い範囲の標高、特定の日に収穫された特定のシングルオリジンのコーヒーのことをいう。多くのマイクロロットは、スペシャルティコーヒーの栽培に使用されており、市場で提供される最高品質のコーヒーの一部とされ、価格にも幅がある。